# Ernest Favenc
Ernest Favenc (* 21. Oktober 1845 in London, Großbritannien; † 14. November 1908 in Sydney, Australien) war ein Australienforscher und Schriftsteller.
Er wurde in Berlin und Oxford erzogen.
1863 kam er in New South Wales an. Nachdem er ein Jahr in Sydney gelebt hatte, arbeitete er als Schäfer in den Grenzbezirken von Queensland.
1878 wurde er ausgewählt, das Land entlang dem westlichen Rand von Queensland aus in Richtung Darwin zu erforschen, um zu sehen, ob eine Eisenbahn gebaut werden könnte. In den frühen 1880ern unternahm er auch weitere Expeditionen in den Süden des Golfs von Carpentaria und in den Nordwesten von Westaustralien.

## Werke
- The Hut-Keeper and the Cattle-Stealer, in: Ernest Favenc: Tales of the Austral Tropics, 1894 (dt. Macpherson und der Rinderdieb, 2023; in Fluch der Ehrlichkeit: Australische Abenteuergeschichten, Balladine Publishing, Köln 2023, ISBN 978-3-945035-61-0)
- The Secret of the Australian Desert. Blackie and Son, London 1896 (Digitalisat)
- My Only Murder, in: Ernest Favenc: My Only Murder and Other Tales, 1899 (dt. Mein einziger Mord, 2014; in Outback: Mein einziger Mord ... und andere australische Storys, Balladine Publishing, Köln 2018, ISBN 978-3-945035-23-8)
- Doomed, in: The Australian Town and Country Journal, vol. 58, no. 1525, 1899 (dt. Verflucht, 2014; in Outback: Mein einziger Mord ... und andere australische Storys, Balladine Publishing, Köln 2018, ISBN 978-3-945035-23-8)